# مقاطعة إيسيكس (نيويورك)
مقاطعة إيسيكس (بالإنجليزية: Essex County)‏ هي إحدى المقاطعات في ولاية نيويورك في الولايات المتحدة الأمريكية.

## أعلام
- إيفان براون
- توم تيلر
- فريدريك جارفيس
- حسن كامل الصباح